# Iaroslav Boïko
Iaroslav Nikolaïevitch Boïko (Яросла́в Никола́евич Бо́йко), né le 14 mai 1970 à Kiev (RSS d'Ukraine) est un acteur russe d'origine ukrainienne.

## Biographie
Iaroslav Boïko naît à Kiev dans la famille d'un capitaine soviétique. Après avoir commencé des études à l'institut technico-métallique de Kiev, il se tourne vers le théâtre après son service militaire. Il entre à l'Institut théâtral Karpenko-Kary de Kiev et un an plus tard à l'École-studio du théâtre d'art académique de Moscou (MKhAT). En 1995, il est intégré au théâtre-studio d'Oleg Tabakov tout en travaillant au théâtre d'art académique de Moscou.
Il se fait connaître du grand public par de nombreux rôles dans des films télévisés en Russie. L'un de ces derniers, où il interprète le rôle du comte Vronsky dans Anna Karénine de Sergueï Soloviov, obtient un grand succès. Il a été remarqué également en 2005 dans le rôle d'Oswald Boukhta Filippa (La Baie de Philippe), feuilleton télévisé sorti en 2005, et en 2013 dans le rôle de Vadim Avédine dans Ангел или демон (Ange ou démon), série à thème mystique parue sur la STS russe.
Il est marié avec la chorégraphe Ramune Hodorkaite et il est père d'un fils, Maxime (1999), et d'une fille, Emilia (2003).

## Filmographie partielle

### Cinéma
- 1995 : Pile et Face (ru) (Oryol i reshka, Орёл и решка) de Gueorgui Danielia : chauffeur
- 1996 : Le Retour du cuirassé (ru) (Vozvrashchenie 'Bronenostsa', Возвращение «Броненосца») de Guennadi Poloka : membre d'équipe de Sergueï Eisenstein
- 1997 : Les Silencieuses de Valeri Todorovski : bandit
- 2000 : En août 1944 (V avguste 44-go, В августе 44-го…) de Mikhaïl Ptachouk (ru) : capitaine Anikouchine
- 2002 : Le Ciel, l'avion, la fille (ru) (Nebo. Samolyot. Devushka, Небо. Самолёт. Девушка) de Vera Storojeva : Maxime
- 2003 : Carmen (Кармен) d'Aleksandr Khvan (ru) : Krivoï
- 2008 : De la glace dans le marc de café (uk) (Lyod v kofeinoy gushe, Лёд в кофейной гуще) de Galina Chigaïeva : Maxime Sergueïevitch
- 2009 : Anna Karénine de Sergueï Soloviov : Vronsky

### Télévision
- 2005 : La Baie de Philippe (ru) (Boukhta Filippa, Бухта Филиппа) de Valeri Todorovski : Oswald
- 2005 : La Star d'une époque (ru) (Zvezda epokhi, Звезда эпохи) de Iouri Kara : Boris Gorbatov
- 2013 : Sherlock Holmes (Шерлок Холмс) d'Andreï Kavoun : ambassadeur américain
- 2013 : Ange ou Démon (ru) (Angel ili demon, Ангел или демон) de Marc Gorobets et Stas Ivanov : Vadim Avedine